# Earinis picta
Earinis picta är en skalbaggsart som beskrevs av Francis Polkinghorne Pascoe 1871. Earinis picta ingår i släktet Earinis och familjen långhorningar. Inga underarter finns listade i Catalogue of Life.